# 제비

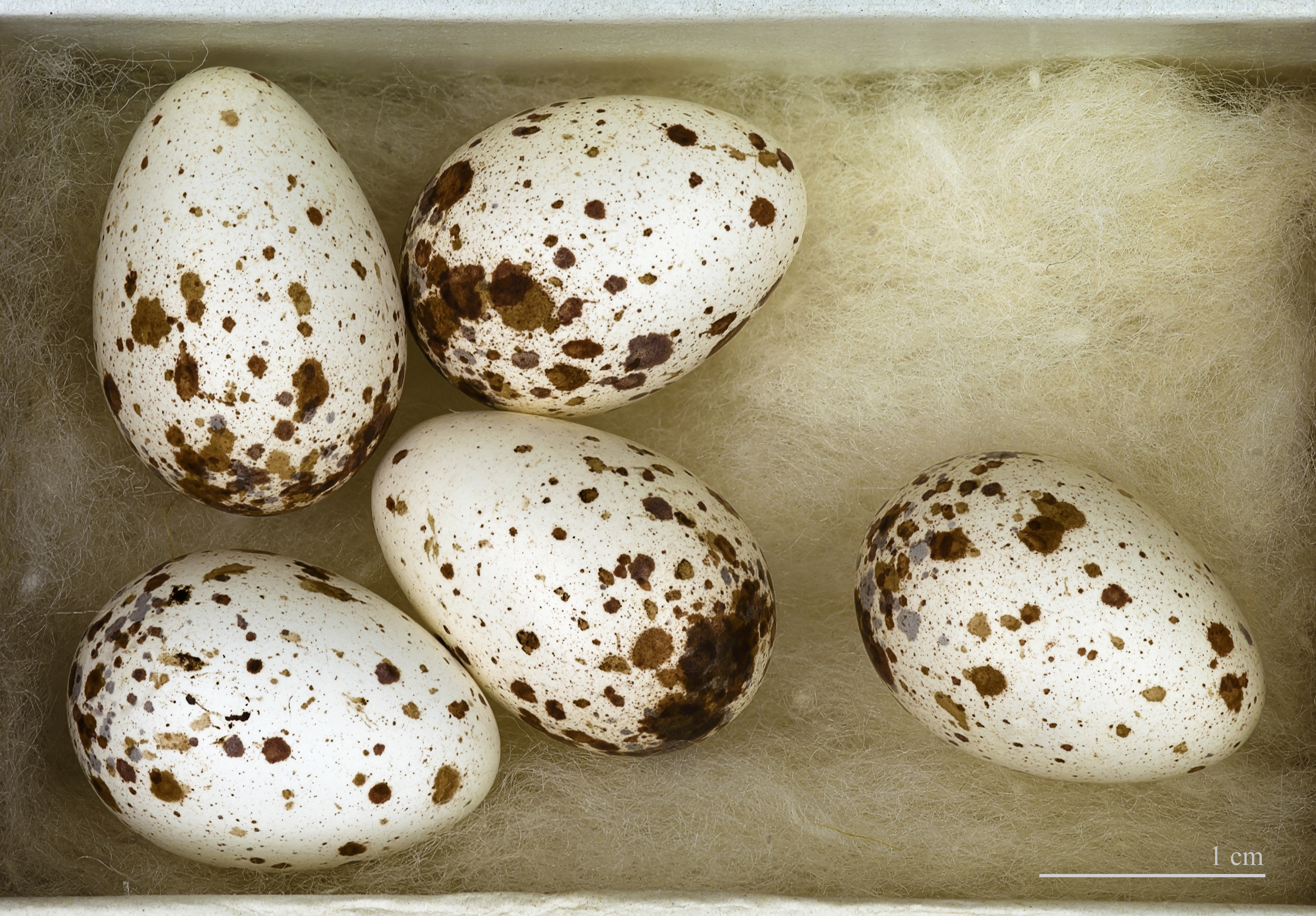
Hirundo rustica

제비(학명: Hirundo rustica 히룬도 루스티카[*])는 참새목 제비과의 철새다. 벼랑이나 처마 밑에 진흙으로 만든 둥지를 만들어서 번식하며, 곤충을 잡아먹는다. 집을 지을때는 해조류나 진흙을 이용해, 자신의 침과 섞어 수직벽에 붙도록 짓는다. 제비가 낮게 날면 비가 온다고 하는데, 이는 습기 때문에 몸이 무거워진 곤충을 잡아먹기 위해 제비가 낮게 날기 때문이다. 오늘날에는 제비가 멸종 위기에 처해 있다. 이는 사람이 뿌린 농약이 제비의 몸에 쌓여 알껍질이 얇아지면, 부화하지 못하기 때문이다. 서울시 보호 야생 생물 대상종이다.

## 개요
날개길이 11-12cm, 꼬리길이 7-10cm, 몸무게 12-22g 정도이다. 제비의 등은 금속성 광택이 나는 청색, 가슴은 밤색이며, 꼬리는 깊게 패여 있다. 대한민국에서 흔히 볼 수 있는 여름새로, 이동할 때나 번식 초기에는 암수 또는 단독으로 생활하나 번식이 끝나면 가족과 함께 무리를 짓고 거의 땅으로 내려오지 않는다. 날아다닐 때는 날개를 펄럭이기도 하고 날개를 멈추고 미끄러지듯이 날기도 한다. 번식이 끝난 6-10월 사이에는 평지의 배밭이나 갈밭을 잠자리로 하며, 해가 진 후 수천 또는 수만 마리가 무리를 지어 모여든다. 과거에 제비는 동굴에서 서식하였지만, 현재에는 인가 또는 건축물의 적당한 부분이나 다리 등에 둥지를 짓고 산다. 둥지는 보통 한 집에 한 개이고 매년 같은 둥지를 보수해서 사용한다. 귀소성이 강하여, 매년 같은 지방에 돌아오는 예가 많다. 산란기는 4-7월경이며, 한배에 3-7개의 알을 낳는다. 연 2회 번식하며 2회째의 산란은 1회의 새끼가 떠난 후 12-16일경에 이루어진다. 새끼는 알을 품은 후 13-18일 만에 부화하고 그 후 20-24일이면 둥지를 떠난다. 암수가 함께 새끼를 기른다. 먹이는 파리·딱정벌레·매미·날도래·하루살이·벌·잠자리 등의 날아다니는 곤충 등이다. 먹이활동은 둥지에서 반경 500m내에서 보통 이루어진다.

## 아종
제비는 7아종으로 분류하고 있다.
- 제비 - H. r. gutturalis: 히말라야 동부에서 중국, 한국, 일본, 쿠릴열도, 대만, 카나다등에서 번식
- 붉은배제비 - H. r. saturata: 캄차카, 만주, 오호츠크해, 중국 허베이성 등에서 번식
- H. r. rustica
- H. r. transitiva
- H. r. savignii
- H. r. tytleri
- H. r.

## 상징 속의 제비
한국에서는 우체국의 상징으로 우정사업본부가 제비 마크를 사용중이다.

## 문학 속의 제비
문학 속의 제비는 인간에게 친숙한 동물이다. 오스카 와일드의 동화 《행복한 왕자》에서는 왕자를 도와서 가난한 사람들을 돕다가 얼어죽는 이야기가 나오고, 전래동화인 《흥부와 놀부전》에서도 마음 착한 흥부를 돕고 마음 나쁜 놀부를 벌하는 존재로 묘사되어 있다.

## 같이 보기
- 철새